# Cornel Pop
Cornel Pop (n. 14 decembrie 1883, Vezendiu, Satu Mare – d. secolul al XX-lea) a fost un deputat al Consiliului Național Satu Mare în Marea Adunare Națională de la Alba Iulia, organismul legislativ reprezentativ al „tuturor românilor din Transilvania, Banat și Țara Ungurească”, cel care a adoptat hotărârea privind Unirea Transilvaniei cu România, la 1 decembrie 1918.:p. 77

## Biografie
Cornel Pop s-a născut la data de 14 decemrie 1883 în comuna Vezendiu, comitatul Sătmar. A urmat studiile de Drept, devenind avocat în Carei, jud. Satu-Mare. A fost comandantul gărzilor naționale din plasa Carei, ocupând ulterior funcția de Jurisconsult al orașului Carei și primar-delegat al aceluiași oraș între anii 1939/940. A fost expulzat cu familia la 3 octombrie 1940, stabilindu-se în Arad în funcția de avocat-principal al județului și Prefecturii Arad .:p. 263

## Activitatea politică
Cornel Pop a fost președinte a Consiliului Național de plăși din Carei. După Marea Unire, Cornel Pop a fost deputat în cadrul Parlamentului României întregite, în intervalul 1919-1920.:p. 263

## Recunoașteri
- Ofițer al ordinului ,,Coroana României"  - decembrie 1924.